# Ruta 218 (Costa Rica)
La Ruta 218, oficialmente Ruta Nacional Secundaria 218, es una ruta nacional de Costa Rica ubicada en las provincias de San José y Cartago.

## Descripción
En la provincia de San José, la ruta atraviesa el cantón de San José (los distritos de Carmen, Catedral), el cantón de Goicoechea (los distritos de Guadalupe, San Francisco, Ipís, Rancho Redondo, Purral).
En la provincia de Cartago, la ruta atraviesa el cantón de Cartago (los distritos de San Nicolás, Llano Grande).